# Responsabile dei lavori
Il Responsabile dei lavori è una figura tecnica che secondo il D. Lgs. n. 81/2008 e s.m.i. può essere incaricato ai fini della progettazione o della esecuzione o del controllo dell'esecuzione dell'opera. Nel caso di appalto di opera pubblica (D. Lgs. n. 163/2006 e s.m.i.), il Responsabile dei lavori è il Responsabile unico del procedimento (R.U.P.). Il Responsabile dei lavori quindi, prima del D. Lgs n.106/09 (correttivo del D. Lgs. n. 81/2008), coincideva con il progettista per la fase di progettazione dell'opera e con il Direttore dei lavori in fase di esecuzione, ora non più.  Sia chiaro che il Committente (soggetto per il quale l'intera opera viene eseguita) è esonerato dalle responsabilità connesse agli adempimenti degli obblighi, limitatamente all'incarico conferito al responsabile dei lavori. È opportuno quindi che il Committente che abbia proceduto all'individuazione del Responsabile dei Lavori, formalizzi tale incarico, e poi verifichi che siano adempiuti, da parte del RdL, gli obblighi delegati e delegabili.